# Aletris spicata
Aletris spicata là một loài thực vật có hoa trong họ Nartheciaceae. Loài này được (Thunb.) Franch. mô tả khoa học đầu tiên năm 1896.